# Río Niobrara

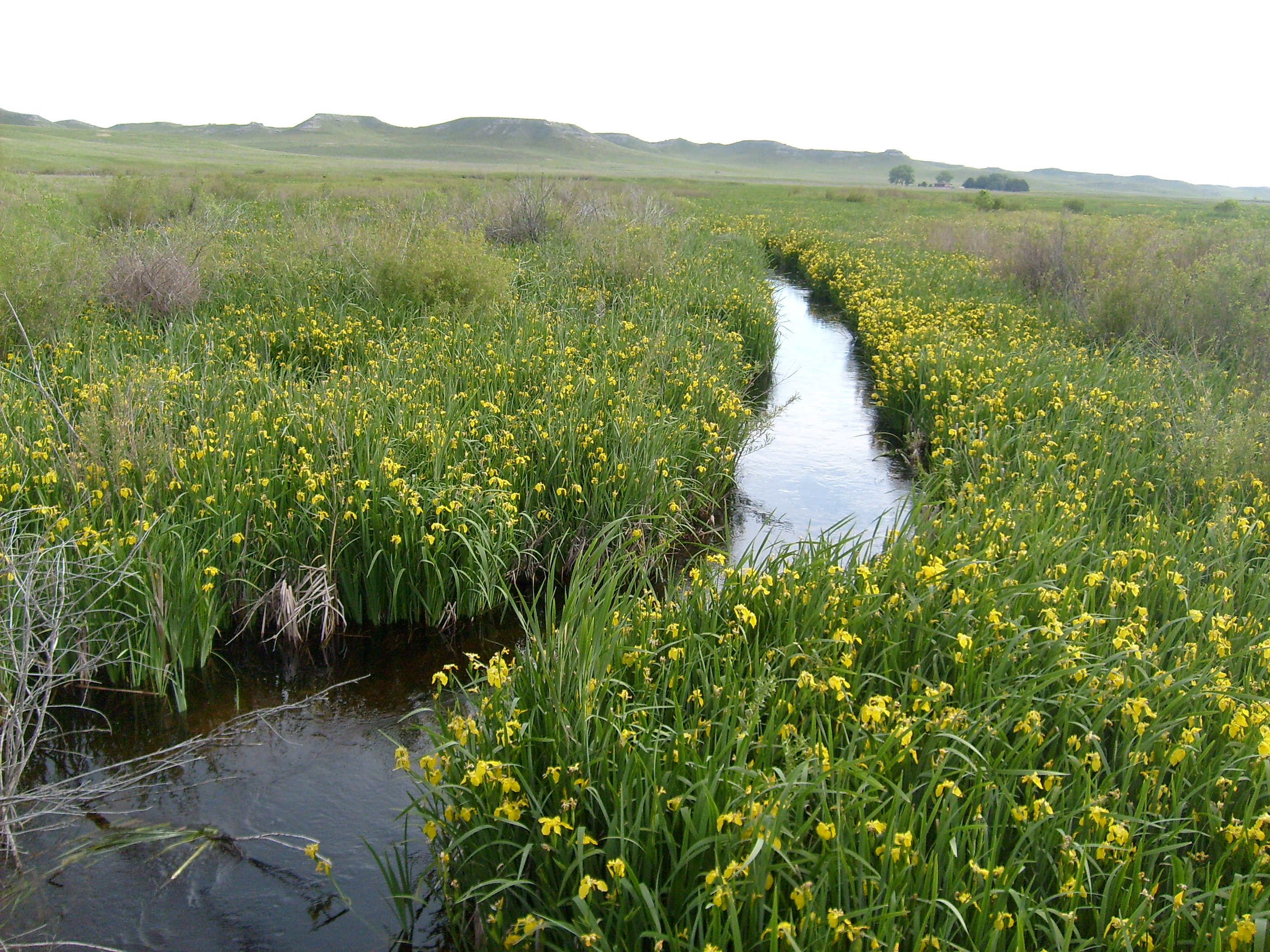
El Niobrara atravesando el Monumento Nacional de Yacimientos de Fósiles de Ágata, cerca de sus fuentes.

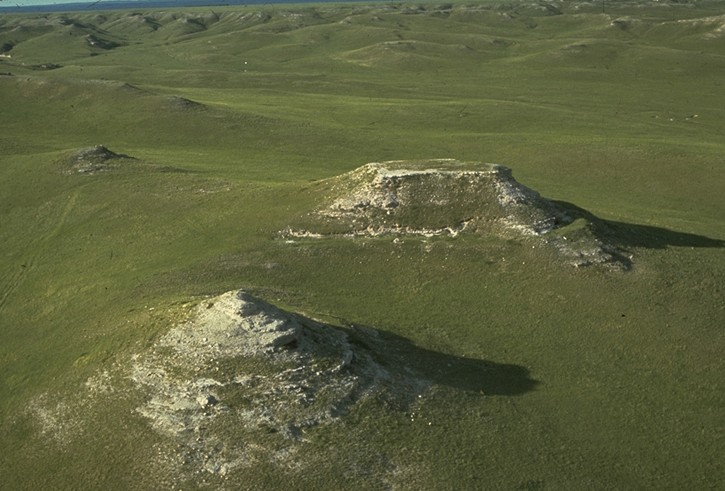
Vista de la región del Monumento Nacional de Yacimientos de Fósiles de Ágata, que atraviesa el Niobrara en su curso alto.

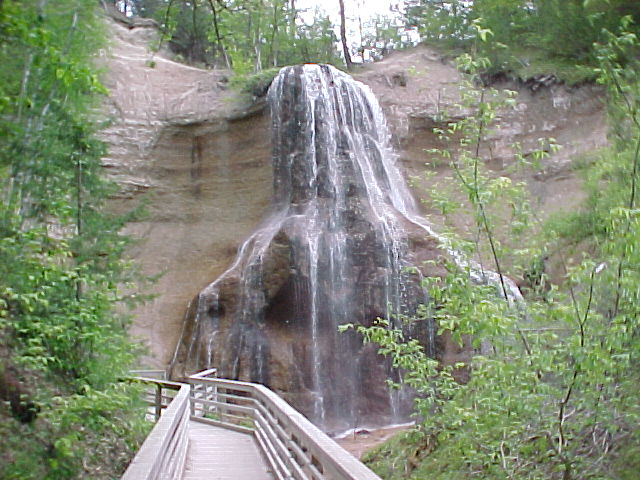
La Smith Falls, la cascada más alta de Nebraska, se encuentra cerca de la confluencia de un arroyo de las praderas con el río Niobrara.

El río Niobrara (del inglés: Niobrara River) es un largo río del Medio Oeste de los Estados Unidos, un afluente del río Misuri. Tiene una longitud de 914 km y drena una cuenca de 29.992 km² (similar a la superficie de Moldavia y mayor que la de Bélgica).
El río drena una de las partes más áridas de las Grandes Llanuras, y tiene un caudal muy bajo para su longitud. La cuenca del Niobrara comprende gran parte del norte de Nebraska, una pequeña parte del extremo centro-sur de Dakota del Sur y una pequeña zona del este de Wyoming. 
Administrativamente, discurre por los estados de Wyoming y Nebraska. 

## Nombres nativos del río
El río Niobrara, en el idioma de los poncas, es designado como el «Ní Ubthátha kʰe», pronunciado [ˌnĩ uˈbˡðaˡða kh], que significa «el agua que sale horizontal»; y en idioma cheyene, como «Hisse Yovi Yoe», que significa «río sorpresa». En la tribu pawnee se le conoce como Kíckatariʾ y entre los  lakotas se le llama Wakpá Tȟáŋka, que significa "gran río".

## Geografía
El río Niobrara nace en las Altas Planicies (High Plains) del estado de Wyoming, en el sur del condado de Niobrara, al norte de la pequeña localidad de Manville. El río discurre primero en dirección este, como un arroyo intermitente, hasta llegar a la localidad de Lusk (1.447 habitantes en 2000). Enseguida llega a Van Tassell, y se adentra luego en el estado de Nebraska por su extremo noroeste. El río mantendrá siempre la misma orientación este, con ligeras desviaciones hacia el sureste o el nordeste, describiendo un curso con muchas revueltas y meandros. 
El río vira hacia el sureste, cruzando la región de Pine Ridge en el condado de Sioux. Luego se vuelve hacia el Este cruzando el Monumento Nacional de Yacimientos de Fósiles de Ágata. Sigue en la misma dirección, llegando a Marsland y, al poco, llega al único tramo de su curso en el que el río está embalsado, el de la presa de Box Butte, construida en el año 1946. Continúa hacia el este y recibe por la derecha las aguas del arroyo Box Butte, que le llegan desde el suroeste. El río vira luego hacia el noreste, un tramo por el que discurre en un valle cada vez más estrecho y encajonado, que acabara siendo casi un cañón, en el que atraviesa la localidad de Rock Hill. Luego vira otra vez hacia el sureste, en un tramo en el que recibe, también por la izquierda, al río Snake (203 km) a unos 20 km al suroeste de Valentine (2.820 hab.). Llega luego a Valentine y sigue hacia oriente, recibiendo por la izquierda al río Keya Paha (163 km), procedente del noroeste, aproximadamente a unos 10 km al oeste de Butte (366 hab.).
El río Niobrara desemboca finalmente en el río Misuri, al noroeste de la localidad homónima de Niobrara (379 hab.), en la parte norte del condado de Knox (el área de la confluencia está declarada como parque estatal, el Niobara State Park).

## Historia
La región del curso inferior del río Niobrara estaba habitada tradicionalmente por la tribu nativa americana de los ponca. Entre 1861 y 1882, el tramo del río Niobrara comprendido entre la desembocadura del río Keya Paha y la confluencia con el río Misuri, marcó la frontera entre Nebraska y el Territorio de Dakota. 

## Tramos protegidos
El 24 de mayo de 1991, dos tramos del río Niobrara de 167,3 km, en el centro de Nebraska, fueron declarados como río salvaje y paisajístico nacional («Niobrara National Scenic River»), de los que 119 km son paisajísticos y 45 km son recreativos.

## Curiosidades
El compositor Larry McTaggert escribió una pieza para banda titulada Niobrara River Sketches, cuyos movimientos son «Tubing on the River», «Sunset in Cherry County» y «Hoedown in Niobrara».